# Mitrephora wangii
Mitrephora wangii är en kirimojaväxtart som beskrevs av Hu Hsien-Hsu. Mitrephora wangii ingår i släktet Mitrephora och familjen kirimojaväxter. IUCN kategoriserar arten globalt som sårbar. Inga underarter finns listade i Catalogue of Life.